# Nicolás Fernández Cucurull
Pour les articles homonymes, voir Nicolás Fernández (homonymie) et Fernández.
Nicolás Fernández Cucurull, né le 9 juillet 1963 à Ceuta, est un homme politique espagnol membre du Parti populaire (PP).
Il est délégué du gouvernement à Ceuta entre juin 2015 et juin 2018.

## Biographie

### Vie privée
Il est marié et père de deux enfants.

### Formation et vie professionnelle
Étudiant de l'université pontificale de Comillas à Madrid, il est titulaire d'une licence en droit et sciences économiques et entrepreneuriales. Il est spécialisé en finances par l'ICADE.
De 1988 à 1997, il est sous-directeur de la société publique du développement de la ville autonome de Melilla (PROCESA) ; poste qu'il occupe de nouveau de décembre 2011 à janvier 2014. En 1997, il devient président de l'entité et le reste jusqu'en 1999, il l'est de nouveau à partir de février 2014.
De 1997 à 1999, il est membre du Conseil économique et social de Ceuta, poste qu'il cumule avec celui de membre du conseil d'administration de l'Autorité portuaire de la ville autonome.

### Élu local de Melilla
Il est élu député à l'Assemblée de Ceuta lors des élections municipales de 2003 et le reste jusqu'en 2007. Il est nommé par le maire Juan Jesús Vivas conseiller à l'Équipement en 2001. En 2003, il change d'attributions et est chargé de l'Économie et des Finances jusqu'en 2004.

### Sénateur
Il est élu sénateur pour la circonscription de Ceuta lors des élections générales de 2000. Réélu en 2004 et 2008, il est président de la commission du budget de 2004 à 2011 et membre suppléant de la députation permanente du Sénat de 2008 à 2011.

### Délégué du gouvernement
Le 20 juin 2015, il est nommé délégué du gouvernement à Ceuta par le président du gouvernement Mariano Rajoy à la suite de la mort en fonctions de Francisco Antonio González Pérez. Il est chargé de représenter le gouvernement espagnol à Ceuta, diriger l'administration de l'État et coordonner l'administration de la ville autonome.